# Луар на Лубре
„Луар на Лубре“ (на галисийски: Luar na Lubre) е музикална група за келтска музика от град Ла Коруня, автономна област Галисия, Испания. Luar на галисийски означава „лунна светлина“, а lubre е магическа гора, в която келтските друиди правят магиите си.

## Творчески път
От дебюта си през 1985 г. групата не престава да разкрива и разпространява галисийската музика, ценности и култура по целия свят, като става все по-значима.
Групата придобива известност по цял свят, след като Майк Олдфийлд се заинтересува от тяхната музика. Той се влюбва в тяхната песен O son do ar („Звукът на въздуха“, композирана от Биейто Ромеро). Кавърът на Олдфилйлд е озаглавен Song of the Sun („Песен на слънцето“) и е включен в неговия албум Voyager. Той предлага помощ за тяхното световно турне през 1992 г. Съвместното им турне се нарича Tubular Bells 3.
Тяхната първа певица Роза Седрон участва в някои от песните на Майк Олдфийлд от неговия концерт на живо в Horse Guards Parade, близо до Сейнт Джеймсис парк в Лондон. Тя напуска групата през 2005 г. Сара Видал е новата певица докато мястото е заето от Паула Рей през 2011 г.
Техните най-известни сингли са Memoria da Noite, Os Animais, O son do ar, Tu gitana и Chove en Santiago. Повечето от текстовете им са на галисийски език.
Групата „Луар на Лубре“ сега е сред най-известните в Галисия. Черпи вдъхновението си от галисийската култура, но остава открита за влияния и от други страни с келтска традиция като Ирландия, Шотландия и Бретан.

## Членове
Настоящи
- Paula Rey – вокали
- Xulio Valera – бузуки, вокали и перкусия
- Bieito Romero – гайда, акордеон и занфона
- Eduardo Coma – цигулка
- Patxi Bermudez – бодран, барабан и джембе
- Pedro Valero – акустична китара
- Xavier Ferreiro – латинска перкусия и ефекти
- Xan Cerqueiro – флейти

Бивши членове
- Ana Espinosa – Vocals
- Daniel Sisto – Acoustic guitar
- Rosa Cedrón – Vocals (1996 – 2005)
- Sara Louraço Vidal – Vocals (2005 – 2011)
- Xavier Cedron – Fiddle
- Xulio Varela – Bouzouki, horn, tarrañolas and tambourine

## Дискография
- Sons da lubre nas noites de luar (2012)
- Mar Maior (2012)
- Solsticio (2010)
- Ao vivo (2009)
- Camiños da fin da terra (2007)
- Saudade (2005)
- Hai un paraiso (2004)
- Espiral (2002)
- XV aniversario (2001)
- Cabo do mundo (1999)
- Plenilunio (1997, re-issued 2002 with bonus live tracks from 2000)
- Ara Solis (1993)
- Beira atlántica (1990)
- O son do ar (1988)